# Eudendrium californicum
Eudendrium californicum is een hydroïdpoliep uit de familie Eudendriidae. De poliep komt uit het geslacht Eudendrium. Eudendrium californicum werd in 1902 voor het eerst wetenschappelijk beschreven door Torrey. 